# Cultiu en feixes

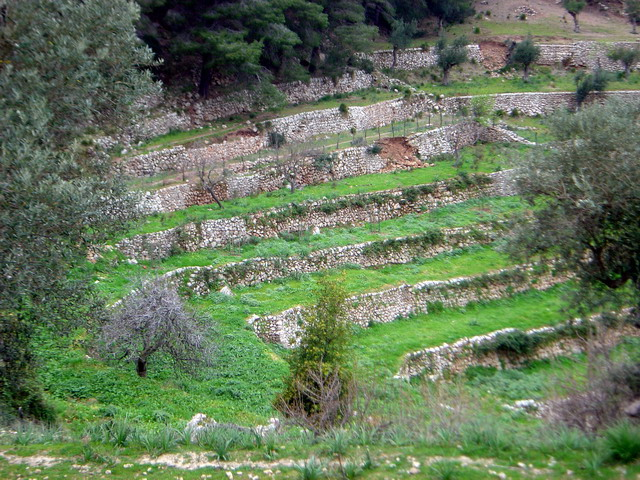
Feixes o marjades de pedra seca a Mallorca, amb alguns esbaldrecs.

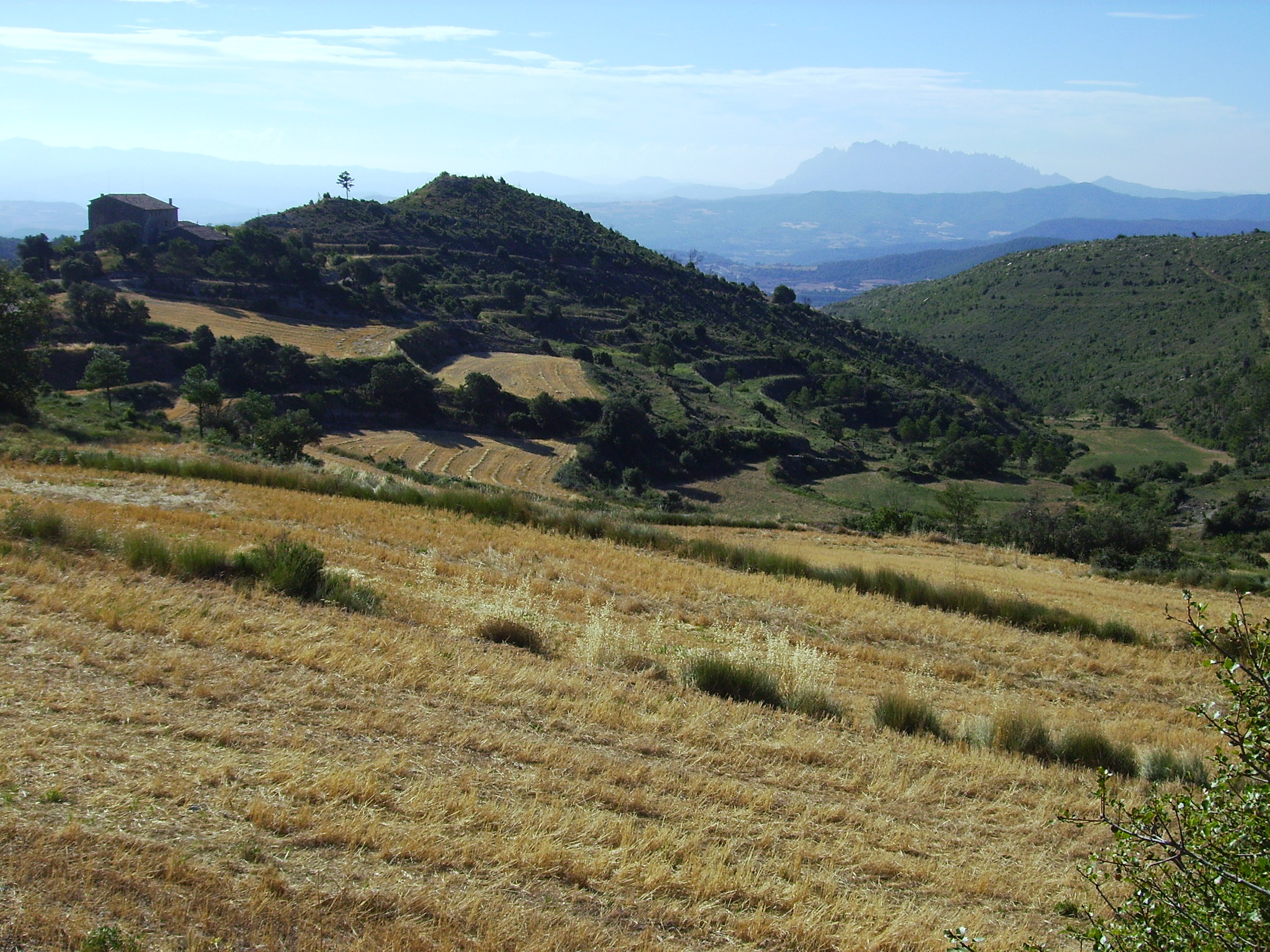
Feixes o marjades de pedra seca a Castelltallat, el Bages.

El cultiu en feixes, en bancals o marjades és un sistema de conreu que disposa el terreny en feixes en un coster (terrasses). Això es fa en terrenys de muntanya o simplement costeruts. Les feixes acostumen a ser relativament planes, horitzontals i poden o no estar sostingudes per talussos o parets, generalment de pedra seca. Quan les feixes formen part d'un sistema de feixes han de disposar d'un drenatge que permeti l'evacuació dels excedents de pluja. El conreu en feixes permet lluitar contra l'erosió evitant treballar la terra amb pendents alts, però té l'inconvenient que sovint són parcel·les petites i estretes difícils de treballar amb màquines agrícoles.

## Etimologia
La paraula feixa prové del llatí fascia, la qual cosa significa "feix". La primera aparició d'aquest mot en llengua catalana data de l'any 962.
Probablement la paraula Andes deriva d'andenes el nom amb què els conqueridors espanyols designaven les feixes que van trobar a la serralada andina.

## Tipus d'agricultura en feixes
El cultiu en feixes es practica a la muntanya mitjana sigui per lluitar contra l'erosió del sòl, sigui per permet la irrigació per inundació. Es pot distingir entre el cultiu en feixes arrosseres i els altres conreus en feixes. Amb el conreu en feixes s'augmenta la superfície cultivable en els terrenys en pendent, i permet conservar-ne l'aigua. Permet la intensificació del treball sobre la parcel·la, però necessita una atenció constant. El manteniment de les superfícies horitzontals facilita a més el treball de l'agricultor pel que fa a tractaments i collites.
Aquesta tècnica de cultiu és habitual en regions tropicals humides i en les de clima mediterrani, i sovint és sinònim d'una forta densitat de població agrícola. Com que requereix molta mà d'obra i esforços constants, a voltes amb l'èxode rural les feixes queden abandonades.

## Galeria d'imatges

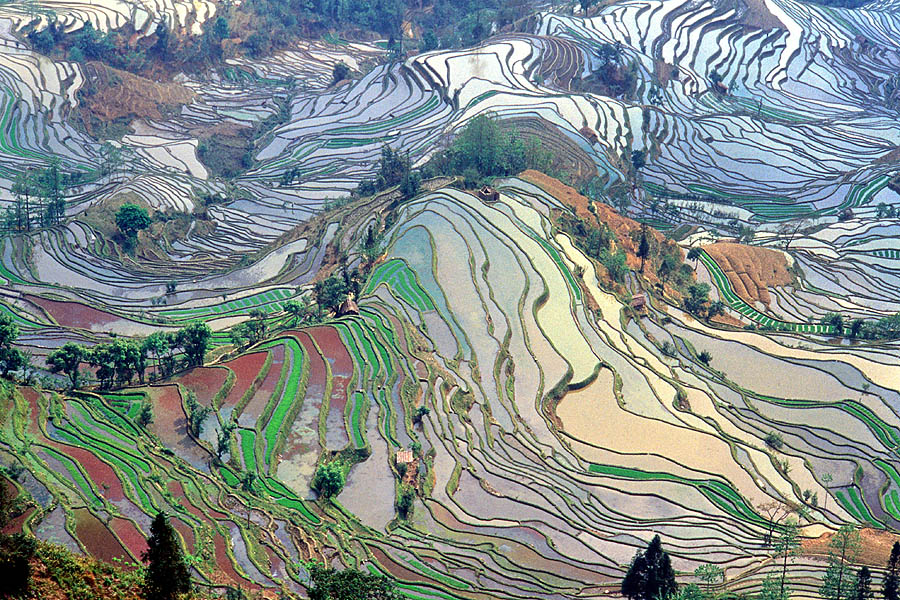
Feixes arrosseres a Yunnan, a la Xina meridional.
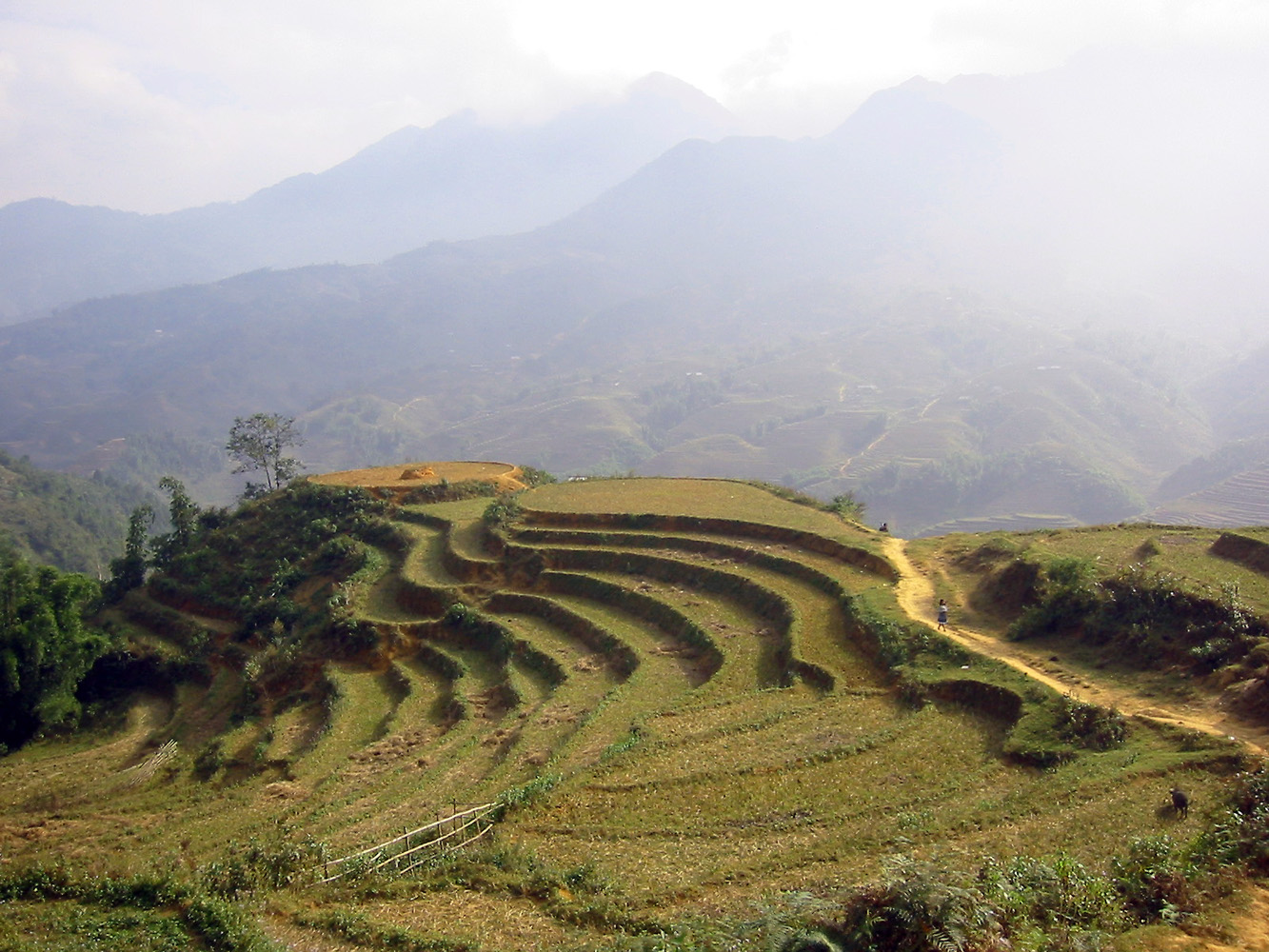
Feixes a Sa Pa (Vietnam).
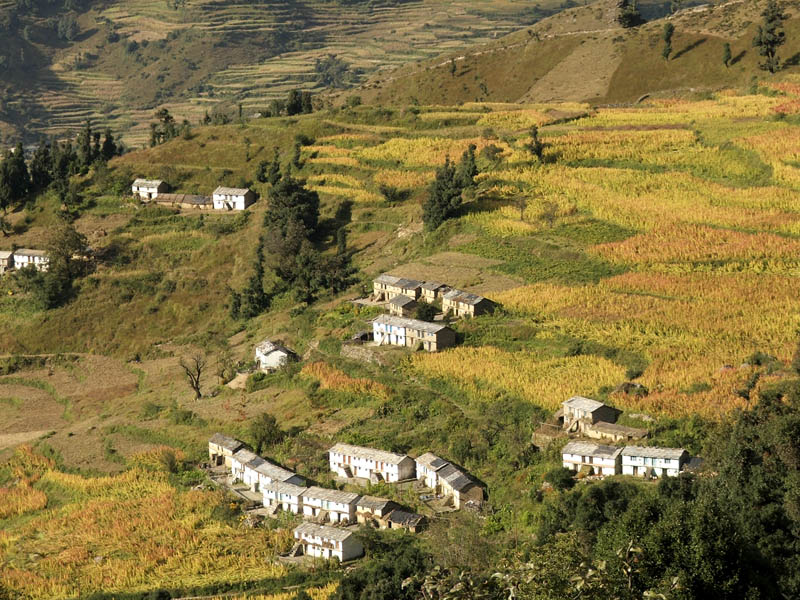
Feixes a Bangali, prop de Nandaprayag a l'Índia.
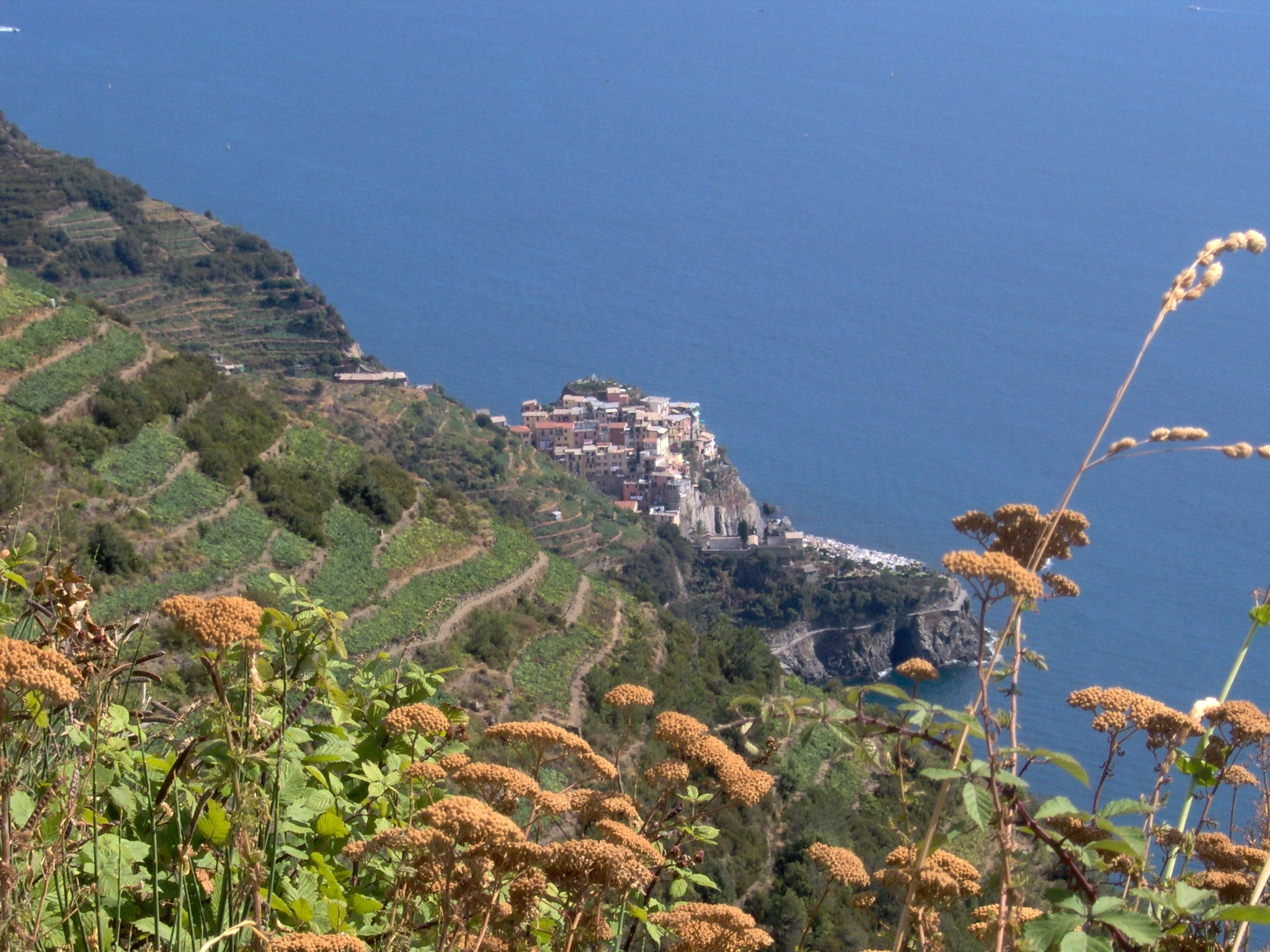
Feixes o marjades de pedra seca a Cinque Terre o, en lígur: Çinque Taere, a la regió de Ligúria, Itàlia.